# 丸山奏子
丸山 奏子（まるやま かなこ、1993年8月17日 - ）は、競技麻雀のプロ雀士。最高位戦日本プロ麻雀協会所属。元Mリーグ・赤坂ドリブンズ所属。北海道旭川市出身。愛称は「まるこ」。

## 経歴
北海道旭川市生まれ。保育園入園まで富良野市に住んでいたが、両親の仕事の関係で母親と旭川市に戻る。
北海道旭川東高等学校、青山学院女子短期大学子ども学科を卒業。短大進学のために上京後、雀荘でのアルバイトをきっかけに競技麻雀に興味を持つ。不動産会社に就職後の2018年、最高位戦日本プロ麻雀協会に入会。勤務先の理解があり、プロ入会後も勤務を続けた。
雀歴6年、プロ入り2年目の2019年7月、Mリーグドラフトで、男女混合義務化により女性獲得が必須であった赤坂ドリブンズから指名され、Mリーガーになった。男女混合義務化の趣旨の一つとして女流雀士の底上げを挙げた藤田晋チェアマンの発言に呼応する形で、赤坂ドリブンズが女流育成をチーム方針とし、所属選手の園田賢が最高位戦日本プロ麻雀協会のプロ試験で立ち会った時に強く印象に残った丸山をチームに紹介したことが、プロ入り2年目での抜擢につながった。ドラフト指名後、会社を退職し、ドリブンズのチームメイトから指導を受けながら、1日10時間超の特訓をして、Mリーグに臨んだ。
開幕から約1ヶ月経ち、レギュラーシーズンの5分の1を消化した10月29日の第1戦でMリーグデビューした。デビュー戦では、前年のスコアトップ3である多井隆晴（渋谷ABEMAS）、滝沢和典（EX風林火山）、佐々木寿人（KONAMI麻雀格闘倶楽部）と対局。南4局2本場を4着で迎え、トップを獲るには倍満自摸が必要な場面で、1着順上昇の跳満出和了（3着の佐々木寿人から）を見逃し、自身の最後の自摸番で倍満（立直、自摸、平和、一気通貫、赤2、ドラ1）を和了って、大逆転トップを獲るという鮮烈なデビューを飾った。
2022年4月29日、赤坂ドリブンズのチームメイトである村上淳とYouTubeチャンネル「ずんまるちゃんねる」を開設。また、2023年4月23日には個人YouTubeチャンネル「もぐもぐまるこ【丸山奏子】」を開設した。
2023年5月29日、赤坂ドリブンズとの契約満了が発表された。
2023年9月23日、音声配信サービスAuDeeにて冠ラジオ「丸山奏子のはなまるらじお」がスタートした。

## 人物
話すことや食べることが好き。
幼少期は歌が好きでよく歌っていた。
小学1,2年生の頃はサッカー、3,4年生の頃はキックベース、5,6年生の頃は野球を昼休み中にしていた。男子と口喧嘩で絶対に相手に負けない性格だった。4,5年生の頃、合唱部に入部した。
中学生の頃はバスケットボール部に入部したかったが、なかったため合唱部に入部した。合唱部での担当パートはソプラノで部長も務めていた。
高校生になると念願のバスケットボール部に入部した。副部長を務めたものの、一度もスタメンとして出場したことはなかった。精神的に辛かったが、丸山自身が負けたくないという気持ちで3年間活動した。
高校卒業後の進路について、丸山の友達の母親に相談したところ、「奏子は子ども好きで似合うから幼稚園の先生良いよ」と言われ、短期大学の進学を決める。
短期大学入学後、厳しい寮生活を送っていた。具体的には、起床後にお祈りをしてから登校し、21時には帰宅していた。
ローソン、カフェ、マクドナルド、雀荘と様々な場所でのバイト経験を持つ。
ローソンで勤務していた頃、ポイントカード入会をさせた店員の中で1番多かった人にうな重がもらえることをモチベーションとしていた。結果、ダントツで1位となり、無事にうな重を獲得した。
まかない付きとのことから、カフェでバイトを始めた。しかし、皿が重すぎて割ってしまったりと仕事ができず、キッチンで勤務していた店員からは「バイトしにきたの？それとも食べにきたの？」と言われるほどだった。。
マクドナルドで勤務していた頃、行列が店外に出るくらい激務だった。しかし、その中でもスマイルは欠かさなかった。
大学2年生の後期から雀荘でバイトとして勤務していた。当時は麻雀のルールは全然分からなかった。バイト歴の中で1番楽しかった。ウエイトレスとして勤務をしていくうちに打つバイトに変えた。来ていたお客さんの中に後の就職先となる会社の人事部長がいた。縁があり、その会社に就職することになった。しかし、就職に伴って退職する時は号泣した。
不動産関係の会社に就職した。お部屋探しを担当したが、契約業務を行う部署に異動となった。宅地建物取引士の資格が必要となったため、1年間の勉強の末、取得した。
仕事の合間、退勤後、休日に麻雀をしていたこと・起床後に麻雀の動画を視聴していた。会社の飲み会を早退して麻雀をするくらい麻雀が好きだった。
入社した時から社員に麻雀が好きなことを伝えた。その結果、麻雀部が設立された。丸山の先輩、上司、社長を誘い、麻雀をしていた。時には大会を開催していた。
入社2,3年目には、プロ団体の存在を知り競技麻雀を始めた。競技麻雀の楽しさを知り、プロになることを目指す。最高位戦所属のプロと知り合いが多くなったことから、最高位戦に所属した。中里春奈プロに指導してもらった。会社側の配慮があり、プロ1年目は二足の草鞋を履いた。
プロ1年目後期リーグの頃、プレッシャーや緊張によって対局中に手足が震えること・呼吸困難になることがあった。その後、麻雀のことを考えないようにしてから症状は出なくなったが、現在でもたまに症状が出る。
中里春奈プロと一緒にOL向けに麻雀教室を開催していた時、Mリーグのドラフトがあった。許可を貰い、スマートフォンでドラフトを視聴した。丸山奏子が選ばれると、中里春奈プロと喜んだ。しかし、参加者はポカーンとしていた。
Mリーグ時代のキャッチフレーズは「はなまるシンフォニー」

## 獲得タイトル・主な実績
- 麻雀最強戦2022「女流最強スター決戦」優勝
- プロ野球 新春麻雀交流戦2024 優勝
- 女流雀士 プロアマNo.1決定戦 てんパイクイーン シーズン9～10優勝
- 麻雀最強戦2024「骨肉の乱闘」優勝
- プリンセス2025MVPシリーズ 優勝

## Mリーグ成績
| シーズン | チーム         | 半荘 | 個人スコア | 個人スコア | 個人スコア | 最高スコア | 最高スコア | 4着回避率 | 4着回避率 | 連対率 | トップ率 | 平均 着順 | 1着 | 1.5 | 2着 | 2.5 | 3着 | 3.5 | 4着 | 参照   |
| シーズン | チーム         | 半荘 | Pt         | 順位       | 平均       | 点         | 順位       | 率        | 順位      | 連対率 | トップ率 | 平均 着順 | 1着 | 1.5 | 2着 | 2.5 | 3着 | 3.5 | 4着 | 参照   |
| -------- | -------------- | ---- | ---------- | ---------- | ---------- | ---------- | ---------- | --------- | --------- | ------ | -------- | --------- | --- | --- | --- | --- | --- | --- | --- | ------ |
| 2019-20  | 赤坂ドリブンズ | 10   | ▲139.8     | 20/29      | ▲14.0      | 47,300     | 26/29      | 0.6000    | 27T/29    | 40.0%  | 10.0%    | 2.90      | 1   | 0   | 3   | 0   | 2   | 0   | 4   | [ 9 ]  |
| 2020-21  | 赤坂ドリブンズ | 10   | ▲103.9     | 20/30      | ▲10.4      | 44,400     | 28/30      | 0.6000    | 28/30     | 40.0%  | 20.0%    | 2.80      | 2   | 0   | 2   | 0   | 2   | 0   | 4   | [ 10 ] |
| 2021-22  | 赤坂ドリブンズ | 12   | 45.0       | 17/32      | 3.8        | 60,500     | 14/32      | 0.7500    | 15T/32    | 41.7%  | 33.3%    | 2.50      | 4   | 0   | 1   | 0   | 4   | 0   | 3   | [ 11 ] |
| 2022-23  | 赤坂ドリブンズ | 12   | ▲141.6     | 26/32      | ▲11.8      | 48,600     | 26/32      | 0.6667    | 26T/32    | 41.7%  | 16.7%    | 2.75      | 2   | 0   | 3   | 0   | 3   | 0   | 4   | [ 12 ] |
| 通算     | 通算           | 44   | ▲340.3     | ▲340.3     | ▲7.7       | 60,500     | 60,500     | 65.9%     | 65.9%     | 40.9%  | 20.5%    | 2.73      | 9   | 0   | 9   | 0   | 11  | 0   | 15  |        |

- 個人賞は規定打荘数（20半荘）以上の選手が対象
- 着順の1.5、2.5、3.5は1着同着、2着同着、3着同着

| シーズン               | チーム                 | 半荘                   | 個人スコア             | 個人スコア             | 最高スコア             | 4着回避率              | 連対率                 | トップ率               | 平着                   | 1着                    | 1.5                    | 2着                    | 2.5                    | 3着                    | 3.5                    | 4着                    |                        |
| シーズン               | チーム                 | 半荘                   | Pt                     | 平均                   | 最高スコア             | 4着回避率              | 連対率                 | トップ率               | 平着                   | 1着                    | 1.5                    | 2着                    | 2.5                    | 3着                    | 3.5                    | 4着                    |                        |
| セミファイナルシリーズ | セミファイナルシリーズ | セミファイナルシリーズ | セミファイナルシリーズ | セミファイナルシリーズ | セミファイナルシリーズ | セミファイナルシリーズ | セミファイナルシリーズ | セミファイナルシリーズ | セミファイナルシリーズ | セミファイナルシリーズ | セミファイナルシリーズ | セミファイナルシリーズ | セミファイナルシリーズ | セミファイナルシリーズ | セミファイナルシリーズ | セミファイナルシリーズ | セミファイナルシリーズ |
| ---------------------- | ---------------------- | ---------------------- | ---------------------- | ---------------------- | ---------------------- | ---------------------- | ---------------------- | ---------------------- | ---------------------- | ---------------------- | ---------------------- | ---------------------- | ---------------------- | ---------------------- | ---------------------- | ---------------------- | ---------------------- |
| 2020-21                | 赤坂ドリブンズ         | 2                      | ▲0.9                   | ▲0.5                   | 52,000                 | 50.0%                  | 50.0%                  | 50.0%                  | 2.50                   | 1                      | 0                      | 0                      | 0                      | 0                      | 0                      | 1                      |                        |
| セミファイナル通算     | セミファイナル通算     | 2                      | ▲0.9                   | ▲0.5                   | 52,000                 | 50.0%                  | 50.0%                  | 50.0%                  | 2.50                   | 1                      | 0                      | 0                      | 0                      | 0                      | 0                      | 1                      |                        |
| ファイナルシリーズ     |                        |                        |                        |                        |                        |                        |                        |                        |                        |                        |                        |                        |                        |                        |                        |                        |                        |
| 2020-21                | 赤坂ドリブンズ         | 1                      | ▲13.8                  | ▲13.8                  | 26,200                 | 100%                   | 0%                     | 0%                     | 3.00                   | 0                      | 0                      | 0                      | 0                      | 1                      | 0                      | 0                      |                        |
| ファイナル通算         | ファイナル通算         | 1                      | ▲13.8                  | ▲13.8                  | 26,200                 | 100%                   | 0%                     | 0%                     | 3.00                   | 0                      | 0                      | 0                      | 0                      | 1                      | 0                      | 0                      |                        |
| ポストシーズン通算     | ポストシーズン通算     | 3                      | ▲14.7                  | ▲4.9                   | 52,000                 | 66.7%                  | 33.3%                  | 33.3%                  | 2.67                   | 1                      | 0                      | 0                      | 0                      | 1                      | 0                      | 1                      |                        |

## 出演

### 映画
- 劇場版 打姫オバカミーコ（2021年2月5日公開、アイエス・フィールド、監督:松田圭太）[13][14]

### テレビ
- 女流雀士 プロアマNo.1決定戦 てんパイクイーン（2016年 - 、テレ朝チャンネル2）シーズン4～10に出場
- 激レアさんを連れてきた。（2021年8月16日、テレビ朝日）

## 書籍

### 著書
- まること麻雀の日々 明日からも前向きに（2023年12月21日、KADOKAWA） ISBN 978-4046066121